# Robert Harkness
Robert Harkness (* 28. Juli 1816 in Ormskirk, Lancashire; † 4. Oktober 1878) war ein britischer Geologe und Paläontologe. Sein offizielles botanisches Autorenkürzel lautet „R.Harkn.“.

## Leben
Harkness ging in Dumfries zur Schule und studierte 1833 bis 1834 an der University of Edinburgh, wo Vorlesungen von Robert Jameson und James David Forbes sein Interesse für Geologie erweckten. In seiner Heimat Ormskirk erforschte er die regionale Geologie, speziell Kohlevorkommen (Lancashire Coal Field) aus dem Karbon und den New Red Sandstone (Sandstein aus Perm und Trias) und veröffentlichte 1843 seine erste Arbeit bei der Manchester Geological Society über das Klima des Karbon. 1848 zog er nach Dumfries und erforschte das Silur in Südwest-Schottland und ab 1849 in Cumberland, die Stratigraphie des Silur und dessen Graptolithen. Außerdem veröffentlichte er über den New Red Sandstone (Perm, Trias) in Schottland und Nord-England. 1853 wurde er Professor für Geologie am Queen’s College in Cork (dem heutigen University College Cork). In dieser Zeit befasste er sich mehr mit der Geologie von Irland, erforschte in seinen Ferien aber auch besonders den Lake District. Im Jahr 1870 erwähnte er, dass es vermutlich auch in Irland Elefanten gegeben habe. Dies schlussfolgerte er daraus, dass Mammuts in der Nähe der Shandon-Höhle (Dungarvan, County Waterford) nachgewiesen wurde, die er kurz zuvor besucht hatte.
Er besuchte regelmäßig die Konferenzen der British Association for the Advancement of Science in Großbritannien. Als ihm 1878 die Lehrbelastung in Cork zu groß wurde (er sollte neben Geowissenschaften auch noch Zoologie und Botanik lehren), trat er von seiner Professur zurück und starb bald darauf.
1856 wurde er Fellow der Royal Society und 1854 der Royal Society of Edinburgh.